# Sainte-Suzanne (Doubs)
Sainte-Suzanne é uma comuna francesa na região administrativa de Borgonha-Franco-Condado, no departamento de Doubs. Estende-se por uma área de 1,59 km². Em 2010 a comuna tinha 1 528 habitantes (densidade: 961 hab./km²).

## História
Sainte-Suzanne pertencia ao condado de Montbéliard, que foi anexado à França em 1793. Só foi nomeada Suzanne durante a Revolução. Em 1793, a cidade foi anexada ao departamento de Haute-Saône, distrito de Montbéliard, cantão de Désandans. Em 1797, ao departamento de Mont-Terrible, cantão de Désendans e, finalmente, em 1800, ao departamento de Haut-Rhin, distrito de Porrentruy, cantão de Désandans, depois de Montbéliard, de 1802.

Em 1833, Genevan Pierre Henri Paur abriu uma manufatura de caixas de música na comuna. Na quase falência, a fábrica foi adquirida em 1839 por Auguste L'Épée. O negócio foi fechado em 1996.